# 맥나인
영보이 슈웨이는 대한민국의 가수다. 2018년 싱글 《BE UP》으로 정식 데뷔했다. 이전 예명은 맥나인이었다.

## 방송
- 쇼미더머니 777 (2018) - Top60
- 쇼미더머니 8 (2019) - Top31
- 쇼미더머니 9 (2020)
- 쇼미더머니 10 (2021)
- 쇼미더머니 11 (2022) - Top108